# Danuta Przeworska-Rolewicz

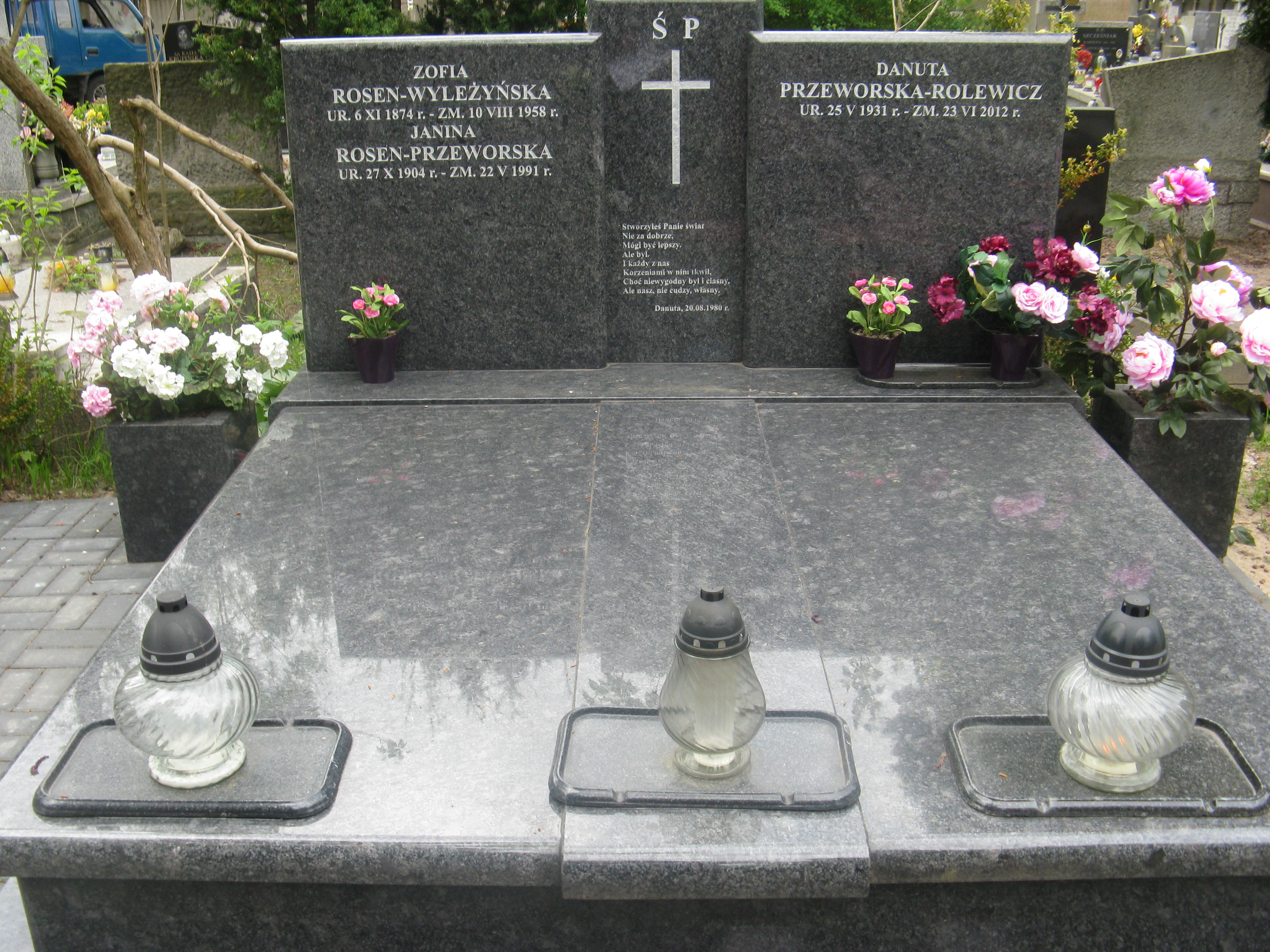
Grób Danuty Przeworskiej-Rolewicz na Cmentarzu Wojskowym na Powązkach

Danuta Przeworska-Rolewicz (ur. 25 maja 1931 w Warszawie, zm. 23 czerwca 2012 tamże) – polska profesor matematyki, wieloletnia pracowniczka Instytutu Matematycznego PAN. Żona prof. Stefana Rolewicza.

## Życiorys
Urodziła się w rodzinie archeologa Stefana Przeworskiego i jego żony Janiny. Po wybuchu II wojny światowej będąc dzieckiem uczestniczyła w ruchu oporu, a także walczyła w Powstaniu Warszawskim. Po egzaminie dojrzałości rozpoczęła studia na Wydziale Matematyki Uniwersytetu Warszawskiego, gdzie w roku 1956 uzyskała tytuł magistra. Następnie podjęła pracę naukową w Instytucie Matematycznym Polskiej Akademii Nauk. W 1958 uzyskała stopień doktora (rozprawa pt. O układach równań całkowych mocno-osobliwych, której promotorem był prof. Witold Pogorzelski), a w 1964 obroniła pracę habilitacyjną. Od 1954 do 1960 pracowała jako asystent i wykładowca na Politechnice Warszawskiej, od 1960 wykładała w Instytucie Matematycznym PAN. Od semestru 1973/1974 przez rok wykładała na Wydziale Cybernetyki Wojskowej Akademii Technicznej, prowadziła zajęcia z analizy algebraicznej według eksperymentalnej metody własnego pomysłu. W roku 1974 uzyskała tytuł profesora nauk matematycznych. Po jej kierunkiem dziewięciu naukowców uzyskało tytuły doktora. Dorobek naukowy stanowi sto czterdzieści prac naukowych, czterdzieści pięć publikacji o charakterze dydaktyczno-naukowym, siedem monografii i cztery podręczniki. Danuta Przeworska-Rolewicz była inicjatorką organizowanych w Warszawie międzynarodowych konferencji pt. "Systemy funkcjonalne-różniczkowe i systemy pokrewne", które miały miejsce w 1979, 1981, 1983 i 1985, a następnie "Różne aspekty różniczkowalności" w 1993 i 1995 (wspólnie z Piotrem Antosikiem i Krystyną Skórnik, a w 1995 również z Ryszardem Rudnickim).
23 sierpnia 1980 roku dołączyła do apelu 64 uczonych, pisarzy i publicystów do władz komunistycznych o podjęcie dialogu ze strajkującymi robotnikami.
Danuta Przeworska-Rolewicz została wyróżniona adnotacją biograficzną w międzynarodowych słownikach biograficznych "Who's Who in the World" (1978/79), "5000 personalities of the World" (American Biograph. Institute, 1984).
Pochowana na cmentarzu Powązki Wojskowe w Warszawie (kwatera G-2-2/3).

## Członkostwo
- Członek Rady Naukowej Instytutu Matematycznego Politechniki Warszawskiej (1981–1996);
- Członek Rady Naukowej Instytutu Matematycznego Polskiej Akademii Nauk (1991–1996);
- Członek Rady Redakcyjnej "Demonstratio Mathematica" (międzynarodowe czasopismo wydawane przez Politechnikę Warszawską) (od 1987);
- Członek Rady Redakcyjnej "Scientiae Mathematica" (gazeta internetowa powiązana z "Matematica Japonica" (od 1997);
- Członek Rady Redakcyjnej "Matematica Japonica and of Fractional Calculus and Applied Analysi's" (od 1998).

## Odznaczenia
- Warszawski Krzyż Powstańczy (1982);
- Złoty Krzyż Zasługi (1985);
- Nagroda im. Stefana Banacha Polskiego Towarzystwa Matematycznego (1968) wspólnie ze Stefanem Rolewiczem;
- Nagroda PAN (1972);
- Nagroda Akademie der Wissenschaften der DDR i Polskiej Akademii Nauk (1978).